# E-majeur

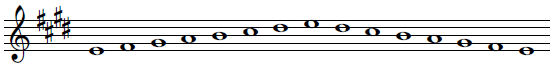
De toonladder E-majeur

E-majeur, E grote terts of E-groot (afkorting: E) is een toonsoort met als grondtoon e.
E-majeur is tevens de naam van het akkoord op de eerste trede van de E-toonladder.

## De toonladder
De voortekening telt vier kruisen: fis, cis, gis en dis. Het is de parallelle toonaard van cis-mineur.

## Het akkoord
Het akkoord "E-majeur", e-gis-b, bestaat uit de eerste (prime), de derde (grote terts) en de vijfde (kwint) toon van (de grote drieklank) op de eerste trede van de E-toonladder. Naast deze zg. grondligging (symbool: "EI") zijn allerlei omkeringen en verdubbeling van deze tonen mogelijk. Naast het symbool in de muziektheorie "EI" zijn praktisch gangbare symbolen voor het E-majeurakkoord: "E", "EM" of "Emaj".

## Bekende werken in E-majeur
- Das wohltemperierte Klavier (prelude en fuga nr. 9) - Johann Sebastian Bach
- De vier jaargetijden: La primavera (1723) - Antonio Vivaldi
- Veertien van de 104 symfonieën van Joseph Haydn: 11, 12, 16, 22, 29, 36, 43, 55, 74, 76, 84, 91, 99 en 103
- Ouverture tot Tannhäuser (1842-1845) - Richard Wagner
- Symfonie nr. 7 (1881-1883) - Anton Bruckner
- Kamersymfonie nr. 1 (1906) - Arnold Schönberg
- Klarinetconcert van Carl Nielsen gebruikt E-majeur en F-majeur afwisselend, F-majeur wint aan het eind.
- fantaisie impromitu van chopin